# Magar (Ethnie)

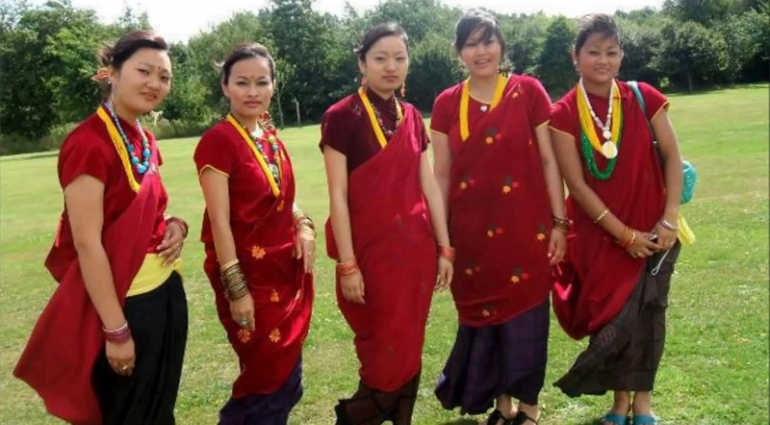
Magar-Frauen in traditioneller Kleidung (2019)

Die Magar (Nepali: मगर जाति, magar jāti) sind eine Volksgruppe in Nepal. Ihr Siedlungsgebiet liegt im Wesentlichen in Zentral-Nepal im Gebiet des Dhaulagiri und mittleren Kali Gandaki. Nach dem Zensus 2001 machten die ca. 1,7 Millionen Magar 7,14 % der Gesamtbevölkerung des Landes aus; etwa drei Viertel sind Hindus und ein Viertel sind Buddhisten.

## Geschichte
Die Magar gehören zu den tibeto-birmanischen Völkern Nepals und sind wie die Gurung vermutlich aus Tibet eingewandert. Erstmals schriftlich genannt wurden sie um 1100, als der Magar-König von Palpa (heute im Gebiet des Distrikts Palpa in der Provinz Lumbini), Mukunda Sen, das Kathmandutal eroberte. Man geht aber davon aus, dass ihr eigentliches Siedlungsgebiet nach der Einwanderung aus Tibet in Palpa lag. Von diesem Gebiet ist bekannt, dass es in 12 Distrikte unterteilt war, die als Barah (Nepali für 12), die zwölf Magarant oder zwölf Thams bezeichnet wurden.
Im 17. und frühen 18. Jahrhundert, in der Zeit der 22 und 24 Rajya-Fürstentümer, bestand ein Magar-Königreich im Bereich des heutigen Palpa-Distriktes, eines der mächtigsten im Westen Nepals. Es kann angenommen werden, dass alle Herrscher der 24 Rajya-Fürstentümer Magar waren. Auch der spätere König von Nepal, Prithvi Narayan Shah gab an, ein Magar zu sein.
Traditionell stellen die Magar mit den Gurung einen großen Anteil bei der Rekrutierung der Gurkhas.

## Untergruppen und Sprachen
Die Magar untergliedern sich in sieben Hauptgruppen: Pun, Rana, Thapa, Ale, Budhathoki, Roka, und Gharti. Auch wenn es eine Magar-Sprache, Magarkura, gibt, sprechen einige Untergruppen auch Kham, Tarali oder Kaike. Magarkura gehört zum bodischen Zweig der tibeto-birmanischen Sprachen.

## Kultur
Die Magar praktizieren eine Form von matrilateralen Heiratsbündnissen, bei denen die Frau zum Wohnort des Ehemannes zieht und die Partnerwahl idealerweise nach dem Typus der Kreuzcousinenheirat erfolgt. Traditionelle Heiler (rammā) bedienen sich einer Schamanentrommel (re oder regor) in Form einer mit Ziegenhaut bespannten Rahmentrommel, deren Membranbemalung Ähnlichkeiten mit den sibirischen Trommeln besitzt. 

## Magar-Könige
- Shintu Sati Sheng, Kangwachan, Sikkim und Nepal, vor der Lichhabi Herrschaft in Nepal.[8]
- Aramudi, Nepaladesyasya Raja, Kali Gandaki Region, 8. Jh.[9]
- Jeetu Magar, Chha-Bisa Kot, Rolpa, schenkte seinem Schwiegersohn den heutigen Distrikt Dang Deukhuri.
- Bali Hang Rana Magar, Baldeng Gadhi erstreckte sich von Pokhara bis Gorakhpur, 12. Jh.,[10] westlich von Palpa.
- Mukunda Sen, Tansen-Palpa and Butwal, 11. Jh.
- Gajalaxman Singh, Makawanpur Gadhi.[11]
- Micha Khan,  Nuwakot-Syangja
- Khancha, Dhor
- Dalsur Ghale Magar, Lig Lig Kot (Gorkha) 1548–1559
- Mansingh Khadka Magar, Gorkha, bis 1559
- Tulu Paija Magar, Pakhapani